# Sreng (Fluss)

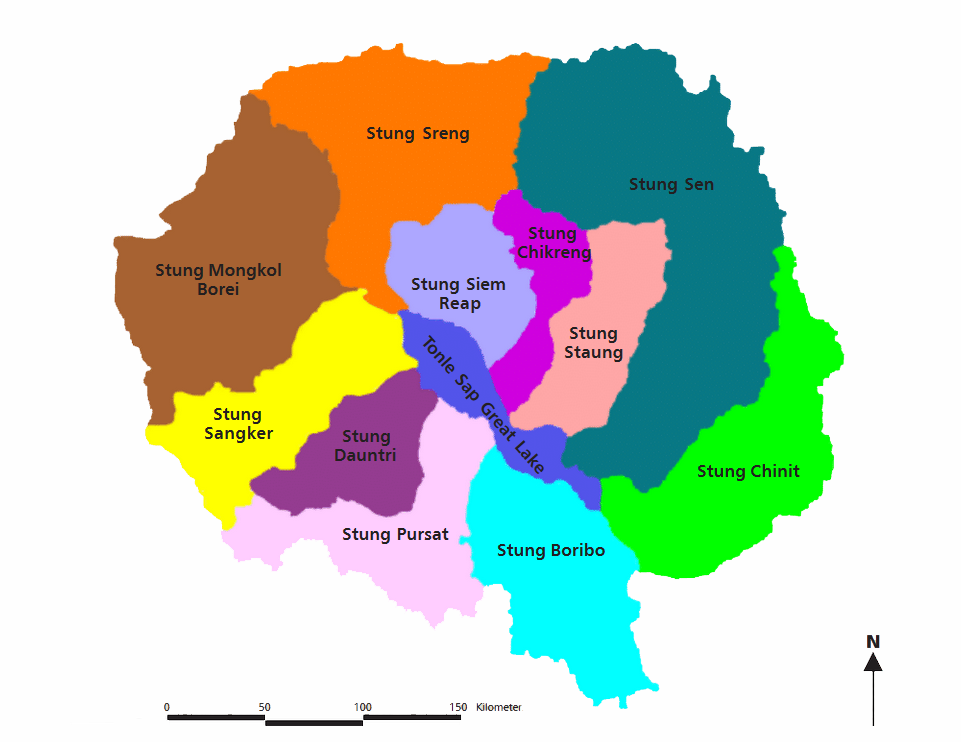
Die Subbecken der Flüsse rund um den Tonle-Sap-See

Der Sreng (Stung Sreng, auch Stoĕng Sreng geschrieben, Khmer ស្ទឹងស្រែង) ist ein Fluss im Nordwesten Kambodschas. Er entspringt in den Hügeln des Dongrek-Gebirges in der Provinz Oddar Meanchey, durchfließt Anlong Veng, bildet nach dem kleinen See südöstlich des gleichnamigen Distriktshauptorts die Grenze zur Provinz Siem Reap und ab Khnang die Grenze zwischen den Provinzen Siem Reap und Banteay Meanchey, bevor er bei Peam Saima auf der Grenze zur Provinz Battambang in den Tonle-Sap-Zufluss Sangke mündet. Er hat mit 9.471 km² das zweitgrößte Einzugsgebiet der Flüsse rund um den Tonle-Sap-See, das eine jährliche Niederschlagsmenge von ca. 1.500 mm aufweist. Die durchschnittliche Abflussmenge des Flusses wird auf 9.732 m³/s geschätzt. Er ist nicht schiffbar, da er in der Trockenzeit austrocknet und in der Regenzeit seine Fließgeschwindigkeit zu hoch ist. Die wichtigsten Nebenflüsse des Sreng sind der Srang (auch Srong geschrieben), der Tanat, der Ta Thlok und der Phlang.
Der Fluss ist Teil des Stung Sreng Water Resource Development Project. Sobald es abgeschlossen ist, stehen in der Regenzeit 25.000 ha und in der Trockenzeit 3.750 ha landwirtschaftliche Nutzfläche in den Distrikten Chongkal (Provinz Oddar Meanchey), Srey Snom (Provinz Siem Reap) und Phnom Srok (Provinz Banteay Meanchey) sowie sauberes Wasser zur Verfügung, zudem werden Überflutungen vermindert.

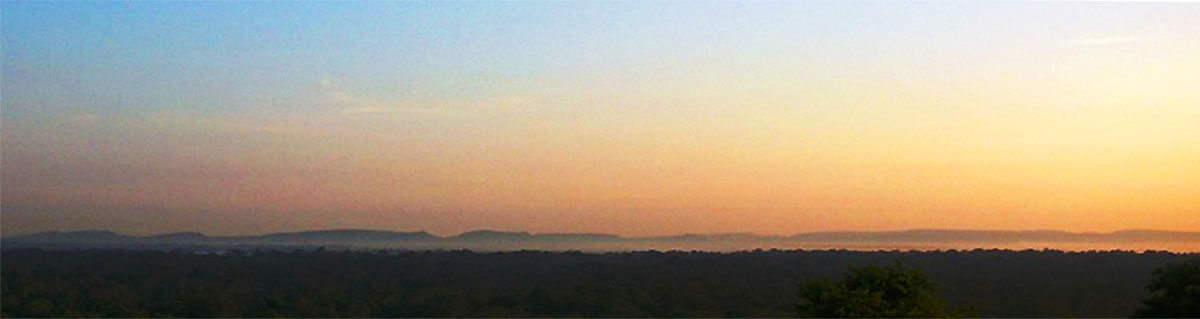
Silhouette des Dongrek-Gebirges, Quellgebiet des Sreng, von Kambodscha aus gesehen
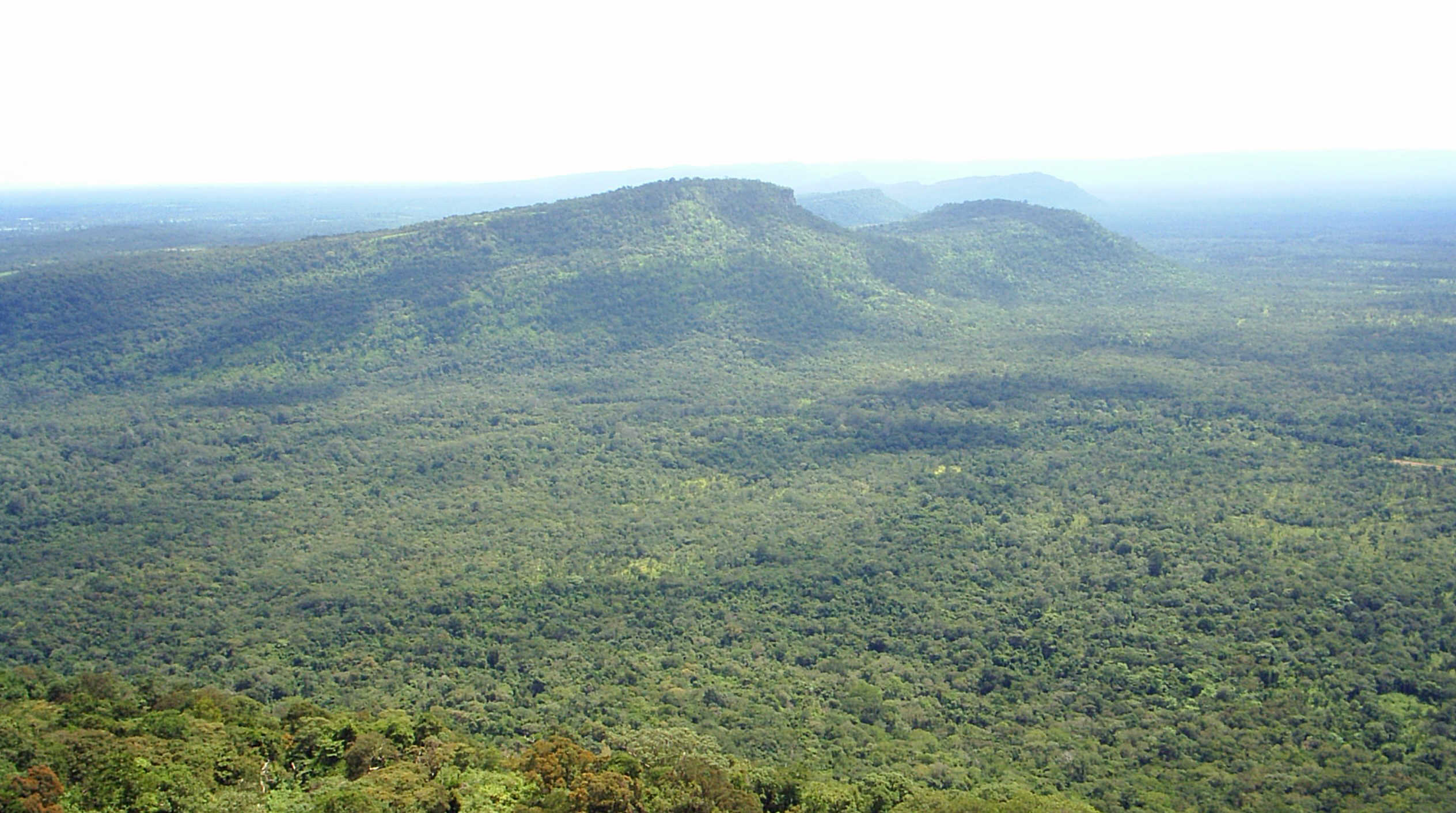
Das Dongrek-Gebirge, von Thailand aus gesehen